# شارون فولي
شارون فولي (بالإنجليزية: Sharon Foley)‏ هي منافسة ألعاب القوى أيرلندية، ولدت في 20 مايو 1972.